# Campeonato Carioca de Futebol de 1933 (LCF)
O Campeonato Carioca de Futebol de 1933 foi a 31.ª edição organizada pela Liga Carioca de Football (LCF) foi vencido pelo Bangu, com o Fluminense ficando com o vice-campeonato.

## História
A partida final do campeonato foi disputada entre Bangu e Fluminense, no campo das Laranjeiras, em 12 de novembro de 1933, o Bangu sagrado-se campeão após vencer por 4 a 0, mesmo desfalcado de dois jogadores e disputando a final da casa do adversário. O árbitro da partida foi Alderico Solon Ribeiro. O Bangu jogou desfalcado do zagueiro esquerdo Sá Pinto e do ponta direita Sobral, e o Fluminense, sem o goleiro Veloso, todos contundidos. No primeiro tempo, o Bangu saiu ganhando por 2 a 0, gols de Ivan (contra) e Tião. No segundo, Plácido e Tião selaram a vitória do Bangu. O Bangu alinhou: Euclides; Mario e Camarão; Ferro, Santana e Médio; Paulista, Laudislau, Tião, Plácido e Orlandinho. O Fluminense com: Armandinho; Ernesto e Cabrera (Nariz, aos 21 do 2°); Marcial, Brant e Ivan; Álvaro, Vicentino (Russo), Russo (Cabrera), Tintas e Valter.
Em 1933, o futebol brasileiro passava por um processo de profissionalização bastante conturbado. Havia uma verdadeira cisão entre os clubes que queriam o profissionalismo e os que desejavam manter o amadorismo no esporte. No estado do Rio de Janeiro, em especial, America, Bangu, Fluminense articulavam para adotar oficialmente (já que na prática alguns clubes assim o faziam) o profissionalismo, enquanto o Botafogo era terminantemente contra, contando com apoio do Flamengo e do São Cristóvão.
Para adotar o profissionalismo, America, Bonsucesso, Bangu, Fluminense e Vasco da Gama fundaram uma nova liga, denominada Liga Carioca de Futebol. Durante o campeonato da AMEA (entidade que reunia os clubes amadores e que era considerada a liga oficial, já que era vinculada a CBD e essa a FIFA), Flamengo e São Cristóvão resolveram abandonar a disputa. O Flamengo entrou então no campeonato dos clubes profissionais, que até então só contava com cinco clubes. 
Neste campeonato de profissionais só havia seis clubes (America, Bangu, Bonsucesso, Flamengo, Fluminense e Vasco da Gama) e o Flamengo ficou no sexto e último lugar. Apesar de haver uma espécie de segunda divisão, não havia previsão de acesso ou descenso de acordo com Marco Santos: "Não havia no regulamento do campeonato da LCF, em 1933, a figura do rebaixamento. Nem faria sentido fazer descer o último colocado numa jovem liga onde times jogavam por convite".
Entretanto, devido ao fato do Flamengo ter terminado o torneio na última colocação e, da realização da Sub-liga, uma espécie de segunda divisão,[carece de fontes?] este campeonato tem sido alvo de polêmicas, pois alguns autores afirmam que o Flamengo teria sido rebaixado. Porém, não existe nenhuma evidência concreta sobre o suposto rebaixamento do Flamengo.

## Classificação final
| Classificação | Classificação | Classificação | Classificação | Classificação | Classificação | Classificação | Classificação | Classificação | Classificação |
| Pos           | Time          | PG            | J             | V             | E             | D             | GP            | GS            | SG            |
| ------------- | ------------- | ------------- | ------------- | ------------- | ------------- | ------------- | ------------- | ------------- | ------------- |
| 1             | Bangu         | 16            | 10            | 7             | 2             | 1             | 35            | 16            | +19           |
| 2             | Fluminense    | 12            | 10            | 6             | 0             | 4             | 17            | 17            | 0             |
| 3             | Vasco da Gama | 10            | 10            | 4             | 2             | 4             | 18            | 13            | +5            |
| 3             | Bonsucesso    | 10            | 10            | 4             | 2             | 4             | 16            | 23            | -7            |
| 5             | America       | 7             | 10            | 3             | 1             | 6             | 18            | 28            | -10           |
| 6             | Flamengo      | 5             | 10            | 2             | 1             | 7             | 13            | 20            | -7            |

## Premiação
| Campeonato Carioca de 1933 (LCF) |
| Rio de Janeiro                   |
| -------------------------------- |
| BANGU Campeão (1º título)        |

## Segunda Divisão
Embora não haja muitos registros, houve uma espécie de segunda divisão do campeonato da LCF, disputada por oito clubes. Ela foi chamada de Sub-liga.[carece de fontes?] Não há entretanto, pela falta de registros, como se afirmar se havia previsão de ascensão da Sub-liga ao campeonato da LCF ou de rebaixamento. Ela foi vencida pelo São Cristóvão, que chegou a disputar quatro jogos pela liga rival.
O São Cristóvão sagrou-se campeão ao vencer o Madureira por 4 a 1 em 12 de novembro de 1933, perante uma assistência vultosa e entusiasmada. Após vencer o campeonato, o clube foi convidado para disputar o campeonato da LCF no ano seguinte.